# Тембладеры
Тембладе́ры (лат. Discopyge) — род скатов семейства Narcinidae отряда электрических скатов. Это хрящевые рыбы, ведущие донный образ жизни, с крупными, уплощёнными грудными плавниками в форме диска и с длинным хвостом. Они способны генерировать электрический ток. Обитают в тропических и субтропических водах Атлантического и Тихого океанов на глубине до 165 м. Максимальная зарегистрированная длина 53,8 см. К роду в настоящее время относят 2 вида скатов. Родовое научное название происходит от слов лат. discus — «диск» и лат. pyga — «зад», «огузок», «крестец»
.

## Классификация
- Discopyge castelloi Menni, Rincón & M. L. Garcia, 2008
- Discopyge tschudii  Heckel, 1846 — Тембладера